# Isidro de la Cueva y Benavides

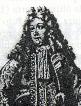
Isidro de la Cueva y Benavides

Isidro Melchor de la Cueva Benavides y Enríquez (Madrid, 23 mei 1652 - aldaar, 2 juni 1723), bekend als de vijfde markies van Bedmar, was een Spaans militair. Gedurende de Spaanse Successieoorlog was hij van 1701 tot 1704 plaatsvervangend landvoogd van de Zuidelijke Nederlanden.

## Biografie
Hij was een jongere zoon van Gaspar de la Cueva, derde markies van Bedmar, en van Emanuela Enriquez Osorio, en zou na de dood van zijn oudere broer Melchor zelf de vijfde markies van Bedmar worden.
Hij trad al op jonge leeftijd in militaire dienst en diende in Milaan, vervolgens in de Nederlanden. Hij was kapitein-generaal van de artillerie in de Nederlanden, vervolgens in Spanje. In de Negenjarige Oorlog nam hij deel aan de veldslagen van Fleurus (1690) en Neerwinden (1693). Vanaf 1697 was hij de militaire opperbevelhebber in de Zuidelijke Nederlanden. Hij verbleef in het Brusselse Hof van Nassau.
Na de dood van koning Karel II brak de Spaanse Successieoorlog uit. Landvoogd Maximiliaan II Emanuel van Beieren schaarde zich aan de zijde van Filips van Anjou en zond de markies van Bedmar naar Parijs om de aanhankelijkheid van de Nederlanden aan de nieuwe koning te betuigen. Maximiliaan Emmanuel liet hem vervolgens de regering van de Zuidelijke Nederlanden over omdat hij naar Duitsland ging om daar de militaire operaties te leiden.
De markies van Bedmar kwam echter politiek niet uit de verf en moest het voortouw laten aan de graaf van Bergeyck, die mede door een staatsgreep de werkelijke machthebber van de Zuidelijke Nederlanden werd. Als militair liet hij versterkingen oprichten tegen de Noordelijke Nederlanden, de naar hem genoemde Bedmarlinie en het Fort Bedmar in De Klinge. Een Nederlands expeditieleger dat Antwerpen wilde innemen, werd omsingeld en maar wist te ontsnappen in de Slag bij Ekeren.
Begin 1705 verliet de markies van Bedmar de Nederlanden, en nam, na een verblijf in Versailles, de functie op van onderkoning van Sicilië (1705-1707).
Terug in Spanje werd hij nog minister van Oorlog van Filips V.